# Stellwerksimulation

ESTW-Stellwerksimulator von B. Schneider. Dargestellt wird eine ESTW L 90 der Firma Thales.

Die Stellwerksimulation stellt eine Form von einer Eisenbahnsimulation dar, bei der der Eisenbahnbetrieb aus Sicht eines Stellwerkbedieners (Fahrdienstleiter oder Weichenwärter) simuliert wird. Der Anwender stellt in der Simulation die Weichen und Signale durch das Einstellen von Zug- und Rangierstraßen und soll so für eine reibungslose, sichere und pünktliche Abwicklung des Zugverkehrs sorgen.
Der Bereich einer Simulation ist vordefiniert (im Gegensatz zu anderen Eisenbahnsimulatoren) und umfasst eine oder mehrere Betriebsstellen. Hierbei handelt es sich meistens um einen Bahnhof (Bf), Abzweig (Abzw) oder Überleitstelle (Üst). Diese Betriebsstellen sind in der Regel durch Strecken miteinander verbunden. Eine solche Software kann sowohl für die Freizeit, als auch für Ausbildungszwecke genutzt werden.

## Stellwerksentwicklung
Die Hersteller von elektronischen Stellwerken setzen im Rahmen ihrer Qualitätssicherung und für die Schulung der Bediener Simulatoren ein, die auf der Originalhardware ihrer Produkte Erprobungen möglichen Einsatzes, auch der fehlerhaften Bedienung (zugelassen wird nur "gegen vorhersehbare Fehler robuste Software"), extremer Belastung usw. ermöglichen. Weitere Unterscheidungsmöglichkeiten bezüglich eingesetzter Außenanlagen und ihrer ebenfalls eingesetzten Simulationen sind zwar bekannt, aber mangels Freigabe von Quellen nicht öffentlich zugänglich.

## Freizeit
Die Stellwerksimulation für Unterhaltungszwecke stellt den Eisenbahnbetrieb spielerisch dar. Der Anwender muss dabei meist in kürzester Zeit auf neue Betriebssituationen reagieren und die Züge vorausschauend im simulierten Bereich steuern.
Inzwischen sind einige Simulationsprogramme in dieser Form auf dem Markt erhältlich. Einige Anwendungen geben nur einen kleinen Einblick auf die Tätigkeiten des Fahrdienstleiters und/oder Weichenwärters, indem die Stellwerke nur sehr rudimentär aufgebaut sind, andere setzen jedoch auf eine realistische Umsetzung. Die meisten Simulatoren, die sich an Hobbyisten wenden, bieten zudem einen Mehrspieler-Modus an, bei dem mehrere Nutzer gemeinsam den Zugverkehr leiten und disponieren können.

### Beispiele
| Name des Simulators | Hersteller/Anbieter                             | Plattform                | Lizenz      | Stellwerke | Mehrspieler-Modus | Offen zugängliche Editoren | Quellen/Links                   |
| ------------------- | ----------------------------------------------- | ------------------------ | ----------- | --- | ----------------- | -------------------------- | ------------------------------- |
| ESTWsim             | Thomas Bauer & Markus Schröder                  | DOS/Windows              | kommerziell | elektronische Stellwerke nach SV I und II, sowie EBO 1 und ILTIS, fiktiv dargestellt mit realistischer Umsetzung             | Vorhanden         | Nicht vorhanden            | https://www.estwsim.de/         |
| ESTW Simulator      | Bodo Schneider                                  | Windows                  | kommerziell | elektronische Stellwerke nach SV I und II, teilweise fiktiv dargestellt mit realistischer Umsetzung                          | Vorhanden         | Fahrplan Editor            | https://www.estw-simulator.de/  |
| StellwerkSim (STS)  | StellwerkSim Betriebs-Verein e.V.               | Java Runtime Environment | kostenlos   | Fiktive Gleisbildstellwerke mit vereinfachter Umsetzung, fast alle Strecken im deutschsprachigen Raum können bespielt werden | Vorhanden         | Nicht vorhanden            | https://www.stellwerksim.de/    |
| Stellwerk Simulator | Signalsoft Rail Consultancy Ltd./ Halycon Media | Windows                  | kommerziell | Relaisstellwerke der Bauformen SpDrS60 und SpDrS600, sowie GRS-NX, realistisch dargestellt und umgesetzt                     | Vorhanden         | Nicht vorhanden            | https://signalsimulation.com/   |
| StellSi             | Boris Merath / StellSi-Team                     | Windows/Linux            | kostenlos   | Einige Bauformen von deutschen Stellwerken, z. B. SuH1912, DrS2, SpDrS59, SpDrS60, SpDrL60, Simis B                          | Vorhanden         | Vollständig vorhanden      | https://stellsi.de/             |
| Rail Route          | Bitrich.info                                    | Windows/MacOS/Linux      | kommerziell | Fiktive Gleisbildstellwerke mit vereinfachter Umsetzung                                                                      | Nicht vorhanden   | Vollständig vorhanden      | https://railroute.bitrich.info/ |

## Eisenbahnbetriebsfeld
Zur Ausbildung von Studenten und zur beruflichen Weiterbildung unterhält die Deutsche Bahn gemeinsam mit Universitäten und Fachhochschulen Modellbahnanlagen, die mit echter Stellwerkstechnik bedient werden. Hierfür sind ehemalige Stellwerke unterschiedlichster Bauart in ein digitales System integriert.